# 넴쇼바

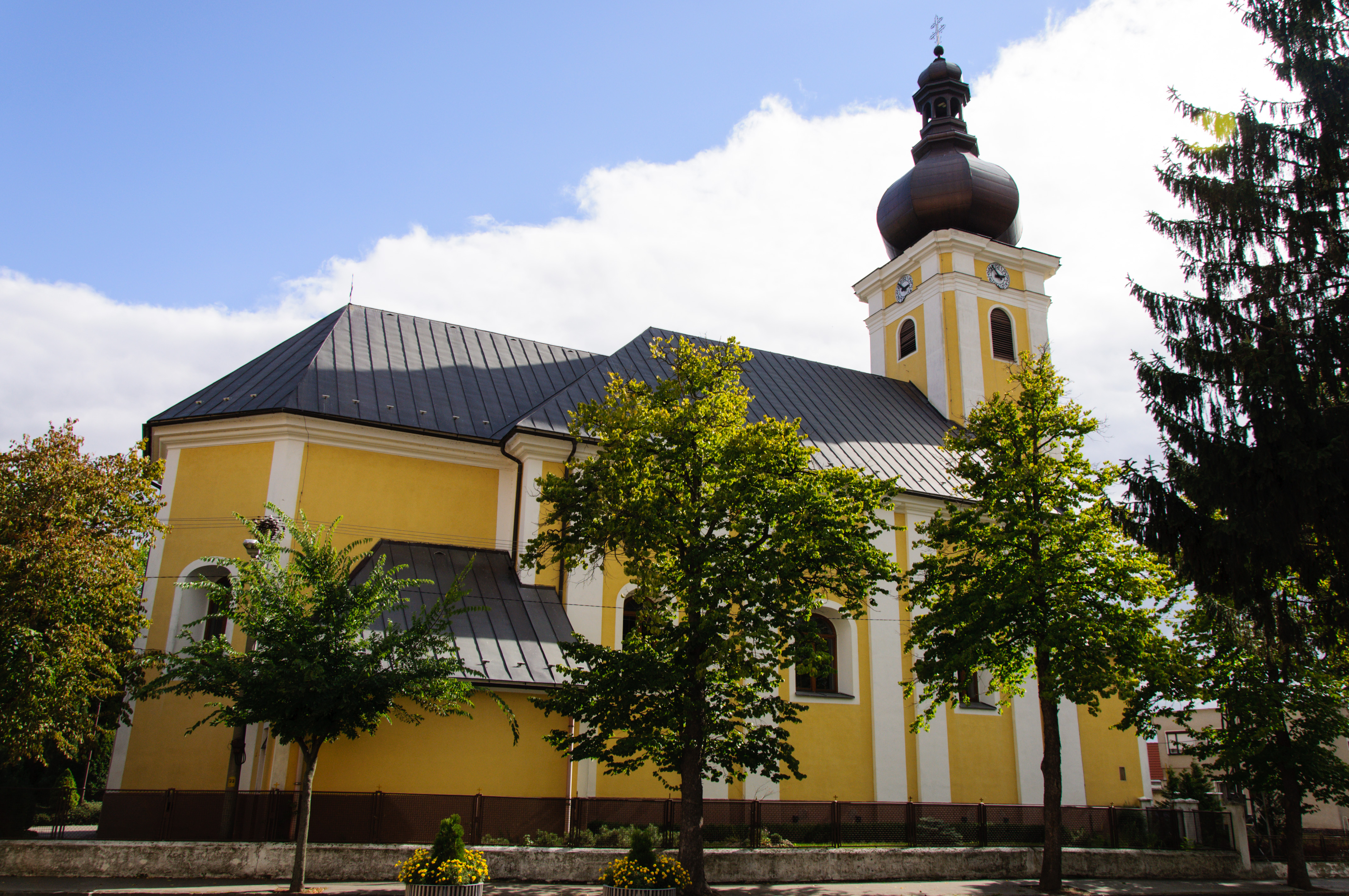
넴쇼바 대천사 성 미카엘 교회

넴쇼바(슬로바키아어: Nemšová, 헝가리어: Nemsó 넴소[*])는 슬로바키아 트렌친 주에 위치한 도시로 면적은 33.44 km2, 높이는 228 m, 인구는 6,136명(2004년 기준), 인구 밀도는 183명/km2이다.
바흐강(Váh), 블라라강(Vlára)에 위치한 일라바 분지에 위치하며 백카르파티아산맥 기슭과 접한다. 트렌친에서 15 km, 체코 국경에서 10 km 정도 떨어진 곳에 위치한다. 1246년 문헌에 처음 등장했다.